# Гамбелли, Герардо
Герардо Гамбелли (итал. Gherardo Gambelli; род. 23 июня 1969, Виареджо, Италия) — итальянский прелат. Архиепископ Флоренции с 18 апреля 2024.

## Источник
- Информация  (англ.)